# Kvalspelet till herrarnas ICC T20-VM 2021 – Afrika
Kvalspelet till herrarnas ICC T20-VM 2021 – Nord- och Sydamerika var en cricketturnering som utgjorde en del av kvalprocessen till Herrarnas ICC T20-VM 2021 som hölls i Förenade Arabemiraten. Tolv regionala kval organiserades av International Cricket Council (ICC) 2018, med 62 lag i fem regioner – Afrika, Nord- och Sydamerika, Asien, Europa och Östasien-Stilla Havet. De 25 bästa lagen från dessa tävlingar gick vidare till de regionala finalerna 2019, och sju av dessa vidare till huvudkvalet.
Den första av Afrikas inledande kval, den nordvästra gruppen, hölls i Nigeria. De två andra inledande gruppfaserna hölls i Botswana respektive Rwanda. De två bästa lagen från varje grupp avancerade vidare till den regionala finalen, därifrån gick de två bästa lagen vidare till det större interkontinentala kvalet. I april 2018 gav International Cricket Council (ICC) hel status till alla herrmatcher i Twenty20 mellan medlemsländer från och med 1 januari 2019, och därmed spelades alla matcher i den regionala finalen som fullvärdiga T20I-matcher.
Från den nordvästra gruppen gick Ghana och Nigeria vidare till den regionala finalen. Ghanas Simon Ateak utnämndes till den gruppens bästa spelare. Från den östra gruppen gick Kenya och Uganda vidare till det regionala kvalet. Ugandas Riazat Ali Shah utnämndes till den gruppens bästa spelare. Från den södra gruppen gick Botswana och Namibia vidare till den regionala finalen.
Den afrikanska regionala finalen hölls i Uganda i maj 2019. Namibia och Kenya gick vidare till det interkontinentala kvalet efter att ha hamnat på första respektive andra plats i det afrikanska regionala kvalet. I juli 2019 meddelade ICC att Zimbabwes cricketlandslag stängs av från alla ICC:s turneringar. Till följd av detta tilldelades Nigeria deras plats i det interkontinentala kvalet.

## Lag
| Nordvästra gruppen                        | Södra gruppen                                                                    | Östra gruppen                        |
| ----------------------------------------- | -------------------------------------------------------------------------------- | ------------------------------------ |
| - Gambia - Ghana - Nigeria - Sierra Leone | - Botswana - Swaziland - Lesotho - Malawi - Moçambique - Namibia - Sankta Helena | - Kenya - Rwanda - Tanzania - Uganda |

## Nordvästra gruppen
Den nordvästra gruppens matcher spelades i Nigeria mellan 14 och 21 april 2018.

### Poängtabell
| Plats | Lag          | Resultat | Resultat | Resultat | Resultat | Resultat | Resultat | Kvalificering                         |
| Plats | Lag          | S        | V        | F        | IR       | P        | NRR      | Kvalificering                         |
| ----- | ------------ | -------- | -------- | -------- | -------- | -------- | -------- | ------------------------------------- |
| 1     | Ghana        | 6        | 5        | 0        | 1        | 11       | 2.467    | Kvalificering till regionalt slutspel |
| 2     | Nigeria (V)  | 6        | 4        | 2        | 0        | 8        | 1.690    | Kvalificering till regionalt slutspel |
| 3     | Sierra Leone | 6        | 2        | 3        | 1        | 5        | –0.230   |                                       |
| 4     | Gambia       | 6        | 0        | 6        | 0        | 0        | –3.776   |                                       |